# 横浜市を本拠地にするスポーツチーム
横浜市を本拠地にするスポーツチーム
神奈川県横浜市に本拠地を置いている主要なスポーツクラブを取り上げる。

## サッカー

### Jリーグ
- 横浜F・マリノス（横須賀市・大和市も含む） - 旧チーム名は「横浜マリノス」、前身は「日産自動車サッカー部」
- 横浜FC
- 横浜スポーツ&カルチャークラブ（Y.S.C.C.横浜）

### なでしこリーグ
- 日体大 FIELDS 横浜
- ニッパツ横浜FCシーガルズ

### フットサル（Fリーグ）
- Y.S.C.C.横浜 (フットサル)

### 神奈川県社会人サッカーリーグ

#### 1部
- 品川CC横浜
- 横浜GSFCコブラ
- イトゥアーノFC横浜
- Y.S.C.C.セカンド
- Y.S.C.C.セカンド
- かながわクラブ
- 神奈川大学SC - 平塚市にも拠点あり

#### 2部

##### Aブロック
- 品川CCセカンド
- JFC FUTURO
- ONODERA FC
- VERDRERO港北
- 南FC - 相模原市にも本拠地あり
- 横浜ミラン
- FC ASAHI
- FC Girasole
- SUPERIORE FC

##### Bブロック
- 六浦FC
- 港北FC
- クラブテアトロ
- FC SOCIOS
- 東急SレイエスFC

#### 3部

##### Aブロック
- FC.フェルメンターレ
- Reunited - 藤沢市にも本拠地あり
- SC ESTRELAA

##### Bブロック
- FC REBOOT
- SALVATORE1991
- FULNELSON
- AFC横浜
- FC緑
- 横浜かもめSC

##### Cブロック
- Y.S.C.C.ミドル
- バンデリージャ横浜
- エルマーノ若葉台 - 大和市にも本拠地あり
- FC川和
- イトゥアーノFC横浜JFSL
- ルミエール青葉
- 横浜ルークス

##### Dブロック
- フォルテSC - 厚木市・綾瀬市・大和市・川崎市にも本拠地あり
- FIESTA

##### Eブロック
- CFG-YOKOHAMA
- 横浜市役所サッカー部
- 横浜エストラージャFC

##### Fブロック
- FCドミンゴ
- 住友電工横浜FC
- FC Grand city法泉

##### Gブロック
- FCマルガリータ
- FC GAUCHO - 川崎市にも本拠地あり
- YTC.FC

##### Jブロック
- YKFC
- Riberte C.F

##### Kブロック
- FC OFFSIDE/meteor
- FC ASANO
- yokohama H・puente - 旧チーム名は「Yokohama puente」から変更
- Football Team三ツ沢
- AS.Barbera

##### Lブロック
- GLANZ FC
- IZUMI FC
- FUN PLACE横浜
- Bianco nero FC

##### Nブロック
- Carpe Diem
- FC MO・SALA
- FC瀬ヶ崎LAUREATO
- FC Curiolaso
- 常盤台11

##### Pブロック
- 日揮サッカー部
- HAMA-TEA2002

##### Qブロック
- 神奈川県庁サッカー部
- 瀬谷インターナショナルセカンド
- エスペランサSCセカンド

##### Rブロック
- LOTRS YOKOHAMA
- FC ASAHI1980
- CLUB MARADO
- ALTO CLUB

##### Sブロック
- FC GRAN SUMA
- 大豆戸FC

### 関東サッカーリーグ
- 桐蔭横浜大学FC
- 横浜猛蹴フットボールクラブ
- エスペランサSC

### 過去に本拠としていたチーム
- 横浜フリューゲルス - 現在は消滅。
- 古河電気工業サッカー部 - 現在はプロクラブ化に伴い、廃部。現在は千葉県市原市・千葉市をホームタウンとするジェフユナイテッド市原・千葉の前身クラブである。

## 野球

### プロ野球
- 横浜DeNAベイスターズ（プロ野球・セントラル・リーグ） - 旧チーム名は「横浜大洋ホエールズ」、「横浜ベイスターズ」など
- 神奈川フューチャードリームス（ルートインBCリーグ。神奈川県各地の球場でホームゲームを主催）

### その他
- ENEOS野球部（社会人野球）
- 三菱重工East硬式野球部（同上）

## バスケットボール

### Bリーグ
- 横浜ビー・コルセアーズ

### B3.LEAGUE
- 横浜エクセレンス - 旧チーム名：東京エクセレンス

### その他
- 横浜ギガスピリッツ（かつてのいすゞ自動車バスケットボール部→横浜ギガキャッツ）

### 過去に本拠としていたチーム
- 日立戸塚レパード - 現在は廃部。
- 日立ベルフィーユ - 現在は廃部。

## ソフトボール
- 日立サンディーバ

## アイスホッケー

### アジアリーグ
- 横浜GRITS

### 過去に本拠としていたチーム
- SEIBUプリンス ラビッツ（準本拠地） - 現在は消滅。

## 陸上競技
- 横浜DeNAランニングクラブ
- パナソニック女子陸上競技部

## ボクシング
- 横浜光ボクシングジム
- 花形ボクシングジム
- 大橋ボクシングジム

## プロレス
- 全日本プロレス
- 大日本プロレス

## ラグビー

### ジャパンラグビーリーグワン
- 横浜キヤノンイーグルス